# Astaena andicola
Astaena andicola är en skalbaggsart som beskrevs av Frey 1973. Astaena andicola ingår i släktet Astaena och familjen Melolonthidae. Inga underarter finns listade.